# Nikolaj Aleksandrovič Morozov
Nikolaj Aleksandrovič Morozov (in russo Никола́й Алекса́ндрович Моро́зов?; Borok, 7 luglio 1854 – Borok, 30 luglio 1946) è stato un rivoluzionario, scrittore e scienziato russo appartenente al movimento populista.

## Biografia
Nikolai Alexandrovich Morozov si interessò alla politica in giovane età e fu espulso dalla scuola superiore per aver preso parte ad attività sovversive (in particolare per aver distribuito una rivista scientifica considerata eversiva). Entrò a far parte del circolo Čajkovskij prima di partire per Ginevra nel 1874 con l'amica Ol'ga Spiridonovna Ljubatovič. In seguito fu membro del movimento Zemlja i Volja e nel 1879 divenne uno dei leader di un altro gruppo rivoluzionario, Narodnaja volja.
Lasciata la Russia nel 1880, Morozov si trasferì a Londra, dove incontrò Karl Marx. Durante il suo esilio scrisse un libro intitolato Terrorističeskaja bor'ba (La lotta terroristica), in cui spiegava le sue idee su come realizzare una società democratica in Russia. Tornato in Russia per distribuire le sue opere, venne arrestato e imprigionato a Suwałki.
Tra il 1882 e il 1905, Morozov fu detenuto nella Fortezza di Pietro e Paolo e poi a Šlissel'burg. Durante la prigionia fece studi approfonditi di fisica, chimica, astronomia e storia. Dopo essere stato rilasciato nel 1906, iniziò a insegnare chimica e astronomia all'Università statale di San Pietroburgo. Nel 1907 venne eletto alla Duma, ma essendo un ex carcerato non gli fu permesso di occupare il seggio. Divenne membro di numerose associazioni scientifiche, tra cui l'Aero Club Imperiale di Russia. Fu nuovamente incarcerato per un altro anno dopo la pubblicazione del suo libro Il canto delle stelle nel 1910.
Nel 1907, Morozov sposò Ksenija Borislavskayj e nello stesso anno pubblicò Otkrovenie v groze i bure (La rivelazione nella tempesta e nel tuono), in cui sostiene che l'Apocalisse di Giovanni sia stata redatta da Giovanni Crisostomo alla fine del IV secolo. Basandosi sui suoi studi astronomici, Morozov afferma che gran parte della storia dell'umanità sia stata falsificata. Le sue ipotesi sulla cronologia del Medio Oriente e di Israele prima del I secolo a.C. attirarono l'attenzione di Anatolij Timofeevič Fomenko, che si ispirò a Morozov per elaborare la nuova cronologia. 
Dopo la Rivoluzione d'ottobre, Morozov lavorò presso l'Istituto di Scienze Naturali di Leningrado fino alla sua morte, avvenuta all'età di 92 anni. Nel 1932 fu nominato membro onorario dell'Accademia delle scienze dell'URSS. Gli è stato intitolato l'asteroide 1210 Morosovia.